# Hyperafroneta obscura
Hyperafroneta obscura là một loài nhện trong họ Linyphiidae. Chúng được A. David Blest miêu tả năm 1979, và chỉ được tìm thấy ở New Zealand.